# Stand der Wissenschaft
Als Stand der Wissenschaft oder Forschungsstand wird eine Zusammenfassung der aktuellen Forschungsergebnisse zu einem bestimmten Thema bzw. Forschungsfeld bezeichnet.
Der Forschungsstand lässt sich als Akkumulation der neuen wissenschaftlichen Erkenntnis verstehen. Er ergibt sich ständig neu aus einer Gesamtheit von Forschung, wissenschaftlichen Publikationen und wissenschaftlicher Fachdiskussion (Vorträge auf Fachkongressen, graue Literatur). 
Wissenschaftlicher Konsens besteht, wenn der Forschungsstand zu einem Gegenstand (auch disziplinübergreifend) einhellig ist. Seine Kommunikation spielt eine bedeutende Rolle in der Öffentlichkeit und in modernen Gesellschaften auch als Grundlage für politische und rechtliche Entscheidungen.
In Forschungsarbeiten ist es üblich, die Forschungsfrage zunächst mit einer Übersicht über den Stand der Wissenschaft abzugleichen.

## Wissenschaftstheorie
Innerhalb eines theoretischen Begründungsrahmens von Untersuchungen, auf Basis wissenschaftlicher Theorien und methodologischer Regeln, repräsentiert der Stand der Wissenschaft eine Zusammenfassung von aktuellen Forschungsergebnissen.
Ein bekanntes Mittel zur Überprüfung wissenschaftlicher Hypothesen sind wiederholbare und verallgemeinerbare Experimente. Die schonungslose Kritik an bisheriger Erkenntnis ist im Gegensatz zu Pseudowissenschaft und anderen ideologischen Systemen wissenschaftsimmanent (siehe Metaphysik, Ontologie und Ethik). Der Stand der Wissenschaft repräsentiert daher das gegenwärtige Wissen in überprüfbarer Beziehung zur Wirklichkeit. Daraus ergibt sich die besondere Bedeutung für Bildung, insbesondere aber für globale politische Entscheidungen und zukunftswichtige Technologien, auch für die öffentliche Diskussion und Wissensvermittlung, soweit sie Folgen für das Leben vieler Menschen haben. Beispiele: Medizin, Recht, Klimapolitik, Umwelttechnik, technische und soziale Risiken, Lebensmittelproduktion, Umgang mit Energiequellen, Friedensforschung, Meinungsbildung.

## Wissenschaftlicher Konsens
Der wissenschaftliche Konsens ist die weitgehende Übereinstimmung im Fachkreis, was Stand der Wissenschaft ist: die auf einer soliden Basis hochwertiger Belege diskutierte und wohlüberlegt formulierte Antwort auf eine Fragestellung, die so akzeptierte Gültigkeit einer Hypothese oder Theorie. Ein Konsens erhebt keinen Anspruch auf eine dogmatische unumstößliche Wahrheit. Er kann sich verändern oder umgestoßen werden, wenn neue gewichtige Erkenntnisse dies erforderlich machen.
„Die Aussage, die Wissenschaft strebe nach Wahrheitsähnlichkeit, hat einen beträchtlichen Vorteil vor der vielleicht einfacheren Formulierung, die Wissenschaft strebe nach Wahrheit. Diese könnte den Eindruck erwecken, das Ziel sei vollständig erreicht, wenn man die unbezweifelbare Wahrheit ausspricht, daß alle Tische Tische sind oder daß 1+1=2. Offenbar sind diese Aussagen beide wahr; ebenso offensichtlich können beide nicht als irgendeine wissenschaftliche Leistung angesehen werden.“
Ein Konsens entsteht oft informell und wird normalerweise zunächst nicht festgehalten, auch wenn er später in Lehrbüchern auftaucht. Durch Verfahren wie die Delphi-Methode oder die Nominal-Group-Technique wird ein dokumentierter formeller Konsens festgestellt. Dieser ist wichtig für politische oder rechtliche Entscheidungen sowie für die Öffentlichkeit und für Fachleute, die den Stand der Wissenschaft in die Praxis umsetzen bzw. anwenden müssen, zum Beispiel in der Medizin.
Solange es eine Übereinstimmung der Belege gibt, die eine bestimmte Schlussfolgerung untermauern, ist es in der Regel nicht notwendig, dass alle Wissenschaftler des Gebiets ihm zustimmen oder wenigstens nicht widersprechen. Eine 100%ige Einigkeit unter Forschenden in einem bestimmten Bereich ist unwahrscheinlich und keine Voraussetzung für einen wissenschaftlichen Konsens.
Je nach Bereich und Zweck, für den der Konsens ermittelt wird, kann eine Mehrheitsmeinung genügen. Ein Konsens kann aber auch nahezu einhellig sein. Man spricht auch von einem Grad des Konsenses. Ein Konsens ist somit nicht mit Einstimmigkeit zu verwechseln, da es praktisch immer einzelne Personen mit abweichender Meinung gibt, die von ihrer Ansicht nicht abweichen wollen oder können.
Kosolosky und Van Bouwel unterscheiden den akademischen Konsens, den Wissenschaftler zunächst untereinander erzielen, und den zu Fachfremdem nach außen in die Öffentlichkeit kommunizierten Schnittstellenkonsens. Schließlich sprechen sie bei Einigkeit über Verfahren der Konsensbildung von einem Meta-Konsens. Es gibt verschiedene Verfahren zur Konsensbildung und -feststellung im Innern und nach außen, dazu zählen fachbegutachtete Übersichtsarbeiten und darauf aufbauend Konsenskonferenzen, zum Beispiel die der National Institutes of Health in den USA. Wissenschaftsakademien formulieren und veröffentlichen Konsenserklärungen. Weitere Indikatoren sind Expertenbefragungen und die Auswertung von Facharbeiten zum Beispiel mittels bibliometrischer Verfahren wie der Häufigkeit von Zitaten.
Außenseiter- und Minderheitenmeinungen werden nicht als Grund angesehen, nicht von einem wissenschaftlichen Konsens zu sprechen. Eine skeptische Grundhaltung und Dissens spielen für den Fortschritt der Wissenschaft eine entscheidende Rolle. Das Kritisieren, Prüfen, Verbessern und Verwerfen von Hypothesen und das Formulieren alternativer Erklärungen sind Motor der wissenschaftlichen Erkenntnis. Beatty und Moore weisen darauf hin, dass das Vorhandensein einer aktiven, abweichenden Minderheit den Konsens sogar stärken kann, weil es ein Zeichen dafür sei, dass der Stand der Wissenschaft weiter unter die Lupe genommen wird. Das Vernachlässigen und Verdrängen von kritisierenden Einzelstimmen kann dazu führen, dass der wissenschaftliche Fortschritt erstarrt und an fehlerhaften Theorien festhält.
Dissens kann aber auch schädlich sein, sowohl nach außen, indem etwa wichtige politische Entscheidungen verzögert werden, als auch im Innern der Wissenschaft, indem Wissenschaftler von nicht weiterführenden Einwänden und Forderungen in ihrer Forschung stark behindert werden, auf Druck bestimmte Themen vermeiden oder ihre Ergebnisse nur abgeschwächt vertreten. Biddle und Leuschner nennen den „konstruierten Zweifel“ durch die Tabakindustrie oder die organisierte Klima"skepsis" als Beispiele.
Sowohl für Dissens als auch Konsens kann es neben überzeugenden wissenschaftlichen Belegen auch soziale und persönliche Motive geben. Dazu kann, neben materiellen Anreizen, der Wunsch gehören, eigenen Wertvorstellungen oder denen des eigenen sozialen Umfeldes entsprechende Erkenntnisse zu finden oder ihnen widersprechende zu vermeiden (vgl. Herdenverhalten, Kognitive Dissonanz), der Wunsch nach Anerkennung oder der, ein non-konformistischer moderner Galileo zu sein. Die Untersuchung solcher sozialen Zusammenhänge ist Gegenstand der Wissenschaftssoziologie. Als Indizien dafür, dass ein Konsens tatsächlich derzeit gültiges Wissen beinhaltet, nennt Miller: ersichtliche Übereinstimmung der Belege, soziale Vielfalt der Forscher und „soziale Kalibrierung“, d. h. Übereinstimmung der Wissenschaftler in wesentlichen Fachbegriffen und Hintergrundannahmen.

## Rechtswissenschaft
Praktische Bedeutung als geforderter Technologiestand gewinnt der Stand der Wissenschaft insbesondere bei der Genehmigung emittierender Anlagen zur Gewährleistung eines bestimmten Schutzniveaus für Mensch und Umwelt, aber auch im Bauwesen.
Das technische Sicherheitsrecht unterscheidet die unbestimmten Rechtsbegriffe des Stands von Wissenschaft und Technik (§ 7 Abs. 2 Nr. 3 AtG), den Stand der Technik (§ 5 Abs. 1 Nr. 2 BImschG) und die anerkannten Regeln der Technik (§ 13 Abs. 1 Satz 2 VOB/B).
In der Kalkar-Entscheidung legt das Bundesverfassungsgericht die unterschiedlichen Rechtsbegriffe aus und überlässt dem Gesetzgeber einen bestimmten Gestaltungsspielraum bei der Verwendung. Es ist damit dem Gesetzgeber überlassen, die technischen Sicherheitsanforderungen an die einzelnen Anlagen durch Verwendung des einen oder anderen Begriffs in den unterschiedlichen Genehmigungsvorschriften festzulegen. Der Schutz vor möglichen Schäden wird dabei abgewogen mit dem technisch Machbaren und dem Anlagenbetreiber wirtschaftlich Zumutbaren.
In Anlehnung an die Kalkar-Entscheidung ist nach der in der Literatur so bezeichneten Drei-Stufen-Theorie der Stand der Technik zwischen dem Stand der Wissenschaft und Forschung und den anerkannten Regeln der Technik anzusiedeln.
Die strengste Technikklausel ist der Stand von Wissenschaft und Technik. Das Anforderungsprofil stellt auf die neuesten technischen und wissenschaftlichen Erkenntnisse ab. Lassen sie sich technisch noch nicht verwirklichen, darf die Genehmigung nicht erteilt werden; die erforderliche Vorsorge wird mithin nicht durch das technisch gegenwärtig Machbare begrenzt.
Dagegen setzen die anerkannten Regeln der Technik die Einhaltung des allgemein wissenschaftlich Anerkannten und praktisch Bewährten voraus. Dazu gehören etwa die DIN-Vorschriften des Normenausschusses Bauwesen im Deutschen Institut für Normung e. V., die Vorschriften des Verbandes Deutscher Elektrotechniker e. V. (VDE-Vorschriften), die Vorschriften des Deutschen Vereins des Gas- und Wasserfaches e. V. (DVGW) und teilweise auch VDI-Richtlinien und die Durchführungsverordnungen der Landesbauordnungen.
Der Stand der Technik steht dazwischen. Er verzichtet auf die schon erreichte allgemeine Anerkennung, die für die anerkannten Regeln der Technik gefordert ist, und bezeichnet einen fortgeschrittenen Entwicklungsstand, der zur Erreichung bestimmter praktischer Schutzzwecke als gesichert angesehen werden darf. Der Stand der Technik gibt wieder, was technisch notwendig, geeignet, angemessen und vermeidbar ist. Der Stand der Technik ist beispielhaft legaldefiniert in § 3 Abs. 6 BImschG.
Auch bei Einhaltung des Stands von Wissenschaft und Technik ist ein von der Anlage ausgehendes Restrisiko nicht ausgeschlossen, da diese Technikklausel den theoretischen Erkenntnisstand einer Wissenschaft einschließlich von Streitfragen zugrunde legt, ohne auf gesicherte praktische Erfahrungen zurückgreifen zu können.
Der Stand der Technik nimmt hingegen ein Grenzrisiko in Kauf. Dieses Grenzrisiko wird durch das „wirtschaftlich Vertretbare“ bestimmt, weil das Praktikable häufig marktwirtschaftlichen Überlegungen unterworfen ist. In der Risikoabwägung müssen das technisch Machbare und das wirtschaftlich Vertretbare gegeneinander abgewogen werden. Das wirtschaftlich vertretbare Grenzrisiko liegt meist weit höher als das technische.
Der Stand von Wissenschaft und Technik dient dem bestmöglichen Grundrechtsschutz, etwa vor den Gefahren der Kernenergie. So darf die Anlagengenehmigung nach § 7 Abs. 2 Nr. 3 Atomgesetz nur erteilt werden, „wenn […] die nach dem Stand von Wissenschaft und Technik erforderliche Vorsorge gegen Schäden durch die Errichtung und den Betrieb der Anlage getroffen ist“.